# Gbozounmè
Gbozounmè est l'un des sept arrondissements de la commune d'Avrankou dans le département de l'Ouémé au Bénin.

## Géographie
L'arrondissement de Gbozounmè est situé au sud-est du Bénin et compte 4 villages que sont Agamadin, Agbomasse, Gbozounme, Houngon Djinon et Seligon.

## Démographie
Selon le recensement de la population de 2013 conduit par l'Institut national de la statistique et de l'analyse économique (INSAE), Gbozounmè compte 9949 habitants .